# チャーリー・セットフォード
チャーリー・セットフォード（Charlie Setford、2004年5月11日 - ）は、オランダ・ハールレム出身のサッカー選手。ヨング・アヤックス所属。ポジションはGK。
サッカー選手のトミー・セットフォードは弟

## 経歴
チャーリーは7歳の時にAFCアヤックスにスカウトされ入団。それ以来、クラブの一員として活躍している。 
2021年4月2日、16歳でヨング・アヤックスに初めてベンチ入りした。 シーズン終了までに3回ベンチ入りした。
2021年8月20日、FCデン・ボスの試合で初出場＆初先発出場を果たし、17歳でアヤックスでプレーした史上最年少のゴールキーパーとなった。 同試合はヨング・アヤックスが3-2で勝利しチャーリーが重要な1対1のセーブをするなどチームに貢献した。 
2021年9月11日、PECズヴォレ戦ではアヤックスのベンチ入りを果たし、2021年9月28日のUEFAチャンピオンズリーグ、ベシクタシュ戦でベンチ入りを果たしている。
2021年9月27日、MVVマーストリヒト戦で2度目の先発出場を果たし、PKをセーブして3-1で勝利した。

## 代表経歴
2020年にオランダU-15とオランダU-16で合計4試合に出場、イングランドU-16でも6試合に出場した。
イングランド代表としてプレーすることを決めたと発表した。
2021年、イングランドU-18代表に招集された。
2022年、イングランドU-20代表に招集された。

## 人物
チャーリーはオランダでイギリス人の父とオランダ人の母の間に生まれたので、イングランドとオランダの国籍を保持している。